# زایس ایکون کولیبری
زایس ایکون کولیبری (به انگلیسی: Zeiss Ikon Kolibri) یک دوربین عکاسی ساخت شرکت کارل‌زایس است.